# Перес, Диего
Дие́го Ферна́ндо Пе́рес Агва́до (исп. Diego Fernando Pérez Aguado; 18 мая 1980, Монтевидео) — уругвайский футболист, выступавший на позиции опорного полузащитника. С 2001 по 2014 год играл за национальную сборную Уругвая, с которой в 2010 году дошёл до полуфинала чемпионата мира, а в 2011 году завоевал Кубок Америки.

## Биография

### Клубная карьера

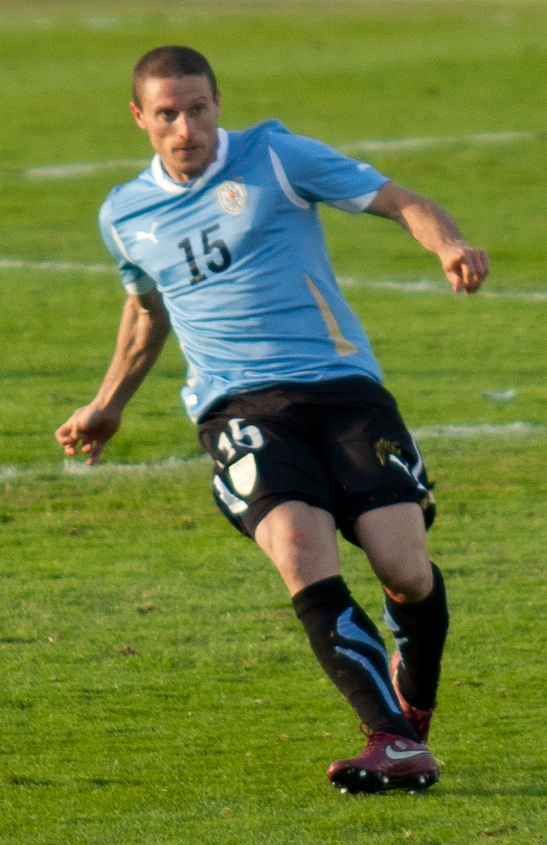
Диего Перес в 2011 году.

Начал профессиональную карьеру в клубе «Дефенсор Спортинг» в возрасте 19 лет. В 2003 году перешёл в стан одного из двух грандов уругвайского футбола клуба «Пеньяроль». За «жёлто-чёрных» Перес успел сыграть лишь 13 матчей, когда получил приглашение от Дидье Дешама выступать за «Монако». В первые сезоны Диего был вынужден бороться за место в основе с другими полузащитниками оборонительного плана (Андреас Зикос, Лукас Бернарди), но в сезоне 2005/2006 он стал твёрдым игроком основы монегасков. 25 октября 2007 года Перес продлил контракт с «Монако» до конца сезона 2010/11.
31 августа 2010 года Перес перешёл в итальянский клуб «Болонья», заплативший за Диего 3,5 миллиона евро. Диего подписал трёхлетний контракт, а по его истечении заключил с «Болоньей» новое соглашение сроком на два года.

### Выступления за сборную
Перес выступает за сборную Уругвая с 2001 года и на данный момент является одним из самых опытных игроков в составе «Селесте». Играл на четырёх Кубках Америки — 2001 (когда состоялся его дебют в футболке национальной сборной), 2004, 2007 и 2011 годов. В 2010 году Перес помог команде Уругвая дойти до полуфинала чемпионата мира, на котором успешно действовал в опорной зоне в связке с Эхидио Аревало Риосом.
Действуя на позиции полузащитника оборонительного плана, Диего не отличается большим количеством голов в ворота соперников (особенно после начала европейского этапа своей клубной карьеры). За сборную Уругвая Перес сумел забить свой первый гол лишь в 68-м матче, через 10 лет после дебюта в национальной команде. Это произошло в четвертьфинале Кубка Америки 2011 года в матче против Аргентины. Примечательно, что Перес был удалён ещё в первом тайме той игры, но, несмотря на это, уругвайцы сумели выиграть в серии послематчевых пенальти.
Диего Перес занимает пятое место в истории сборной Уругвая по количеству сыгранных матчей.

#### Голы за сборную
Окончательный счёт матча — для основного времени; результаты (голы) сборной Уругвая указаны первыми.
| # | Дата         | Стадион                                            | Соперник  | Счёт | Итог матча | Турнир                  |
| - | ------------ | -------------------------------------------------- | --------- | ---- | ---------- | ----------------------- |
| 1 | 16 июля 2011 | Стадион им. Эстанислао Лопеса, Санта-Фе, Аргентина | Аргентина | 1:0  | 1:1        | Кубок Америки 2011      |
| 2 | 23 июня 2013 | Арена Пернамбуку, Ресифи, Бразилия                 | Таити     | 3:0  | 8:0        | Кубок конфедераций 2013 |

## Достижения
Дефенсор Спортинг
- Победитель Лигильи Уругвая: 2000

 Сборная Уругвая
- Обладатель Кубка Америки: 2011

## Семья
Брат Диего Омар Перес также является профессиональным футболистом и выступает за уругвайский клуб «Феникс».